# 龍岡萬坪公園
龍岡萬坪公園，是位於臺灣桃園市中壢區龍岡地區之公園，不僅具有多種休憩功能，且為當地軍事遺跡，具有歷史意義。

## 沿革
龍岡萬坪公園原為1959年以美援建成之中華民國陸軍龍岡機場，邁入21世紀後閒置多年，經立法委員協調，中華民國國防部釋出部分跑道土地，公園遂於2012年2月開工，約6個月完工，花用經費總共新台幣24,319,033元，內政部營建署補助新台幣490萬元。
龍岡萬坪公園於2012年11月由桃園縣中壢市市長魯明哲及中壢市民代表會主席吳嘉和宣布啟用，與鄰近之南亞公園同日落成，為當地居民提供多樣休閒活動及運動的場所，同時也整合龍岡地區原有的綠化帶，將休閒空間互相連通，更加完善了無障礙通行的環境 。

## 設施
此座公園內有的設施有：籃球場、戲水池、兒童遊戲區、廁所、涼亭、鵝卵石健康步道、黑貓中隊紀念廣場、健身器材、人行步道、大草坪。

## 相關照片

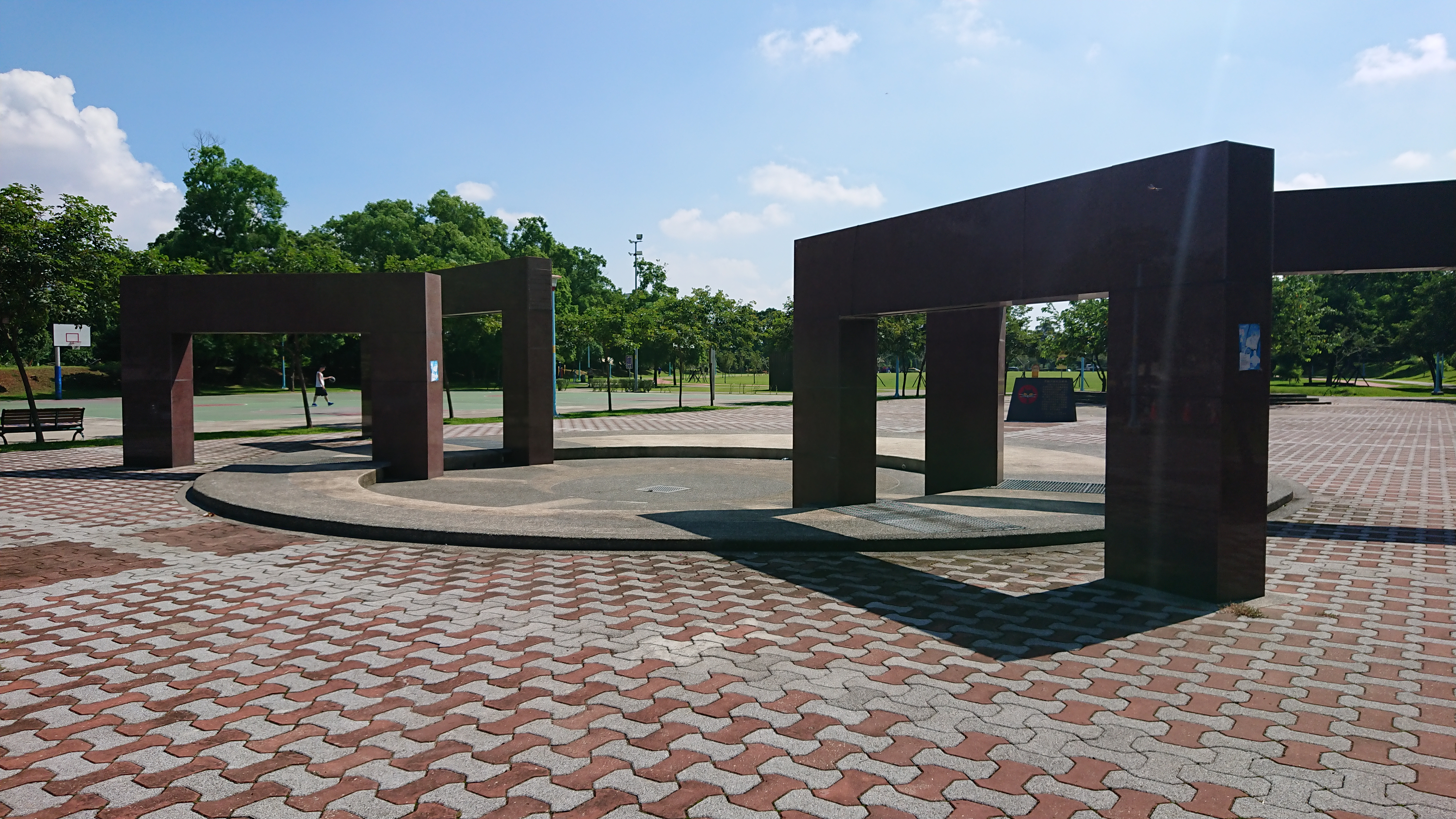
戲水池
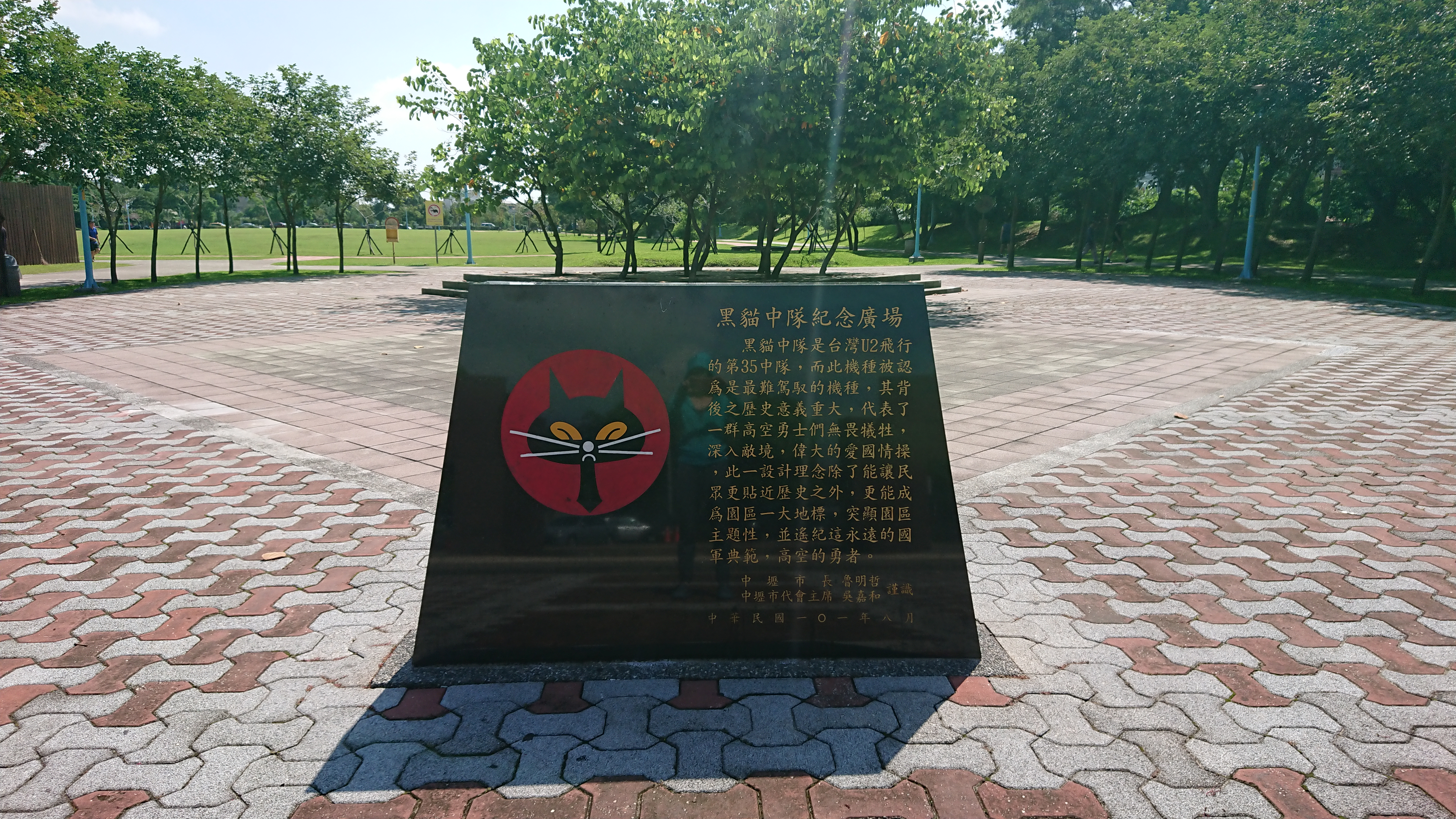
黑貓中隊紀念廣場
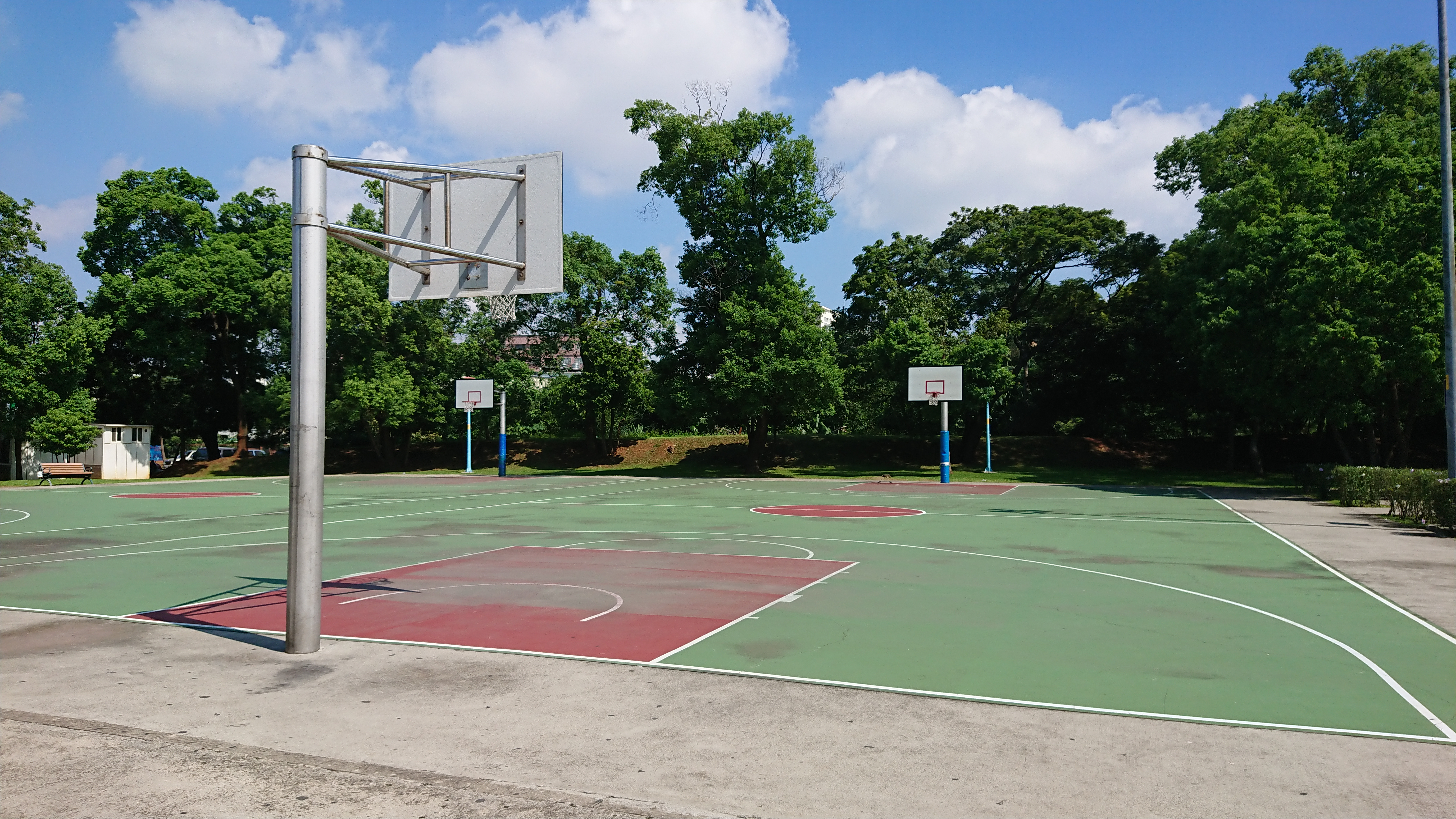
籃球場
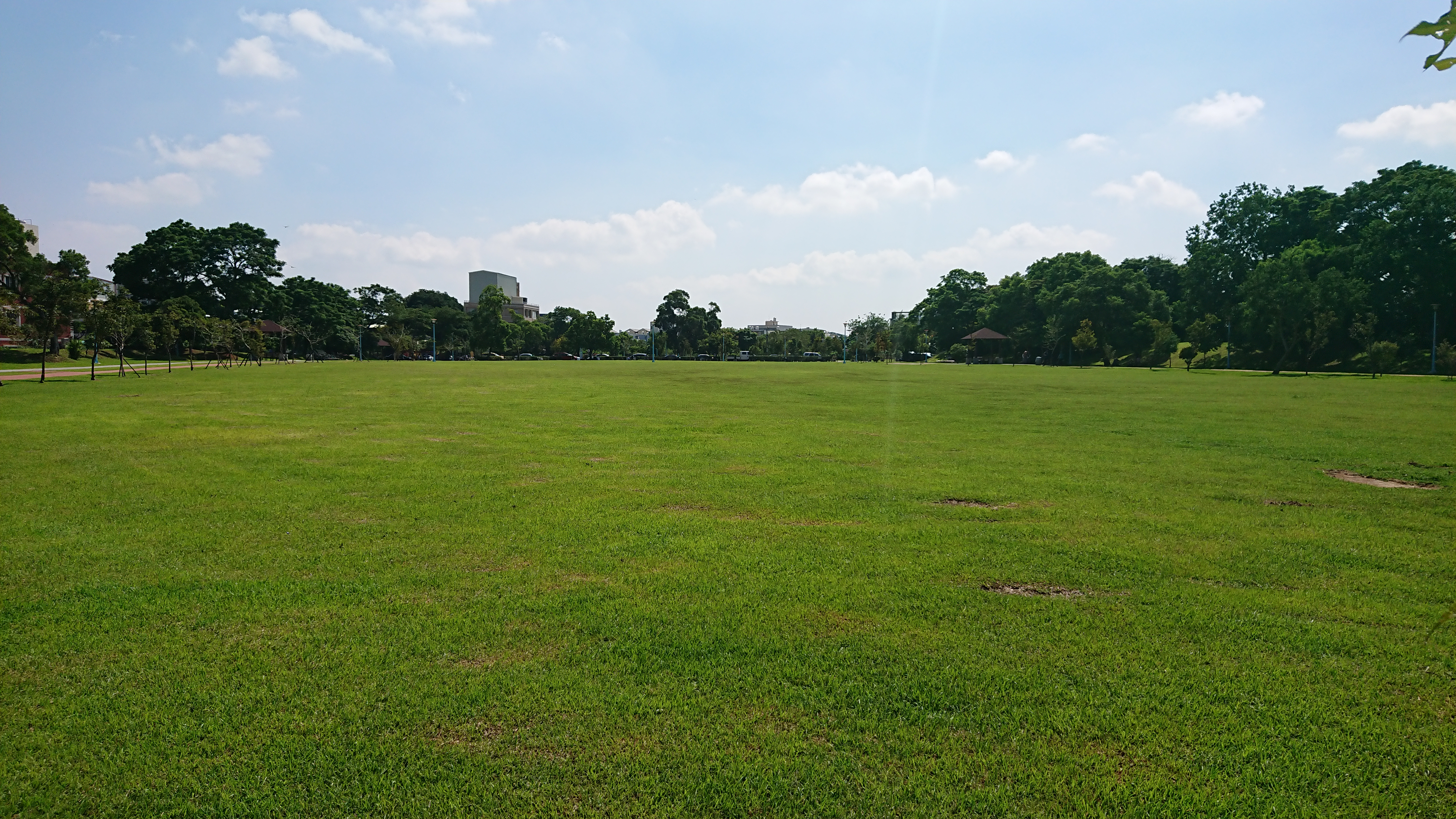
大草坪
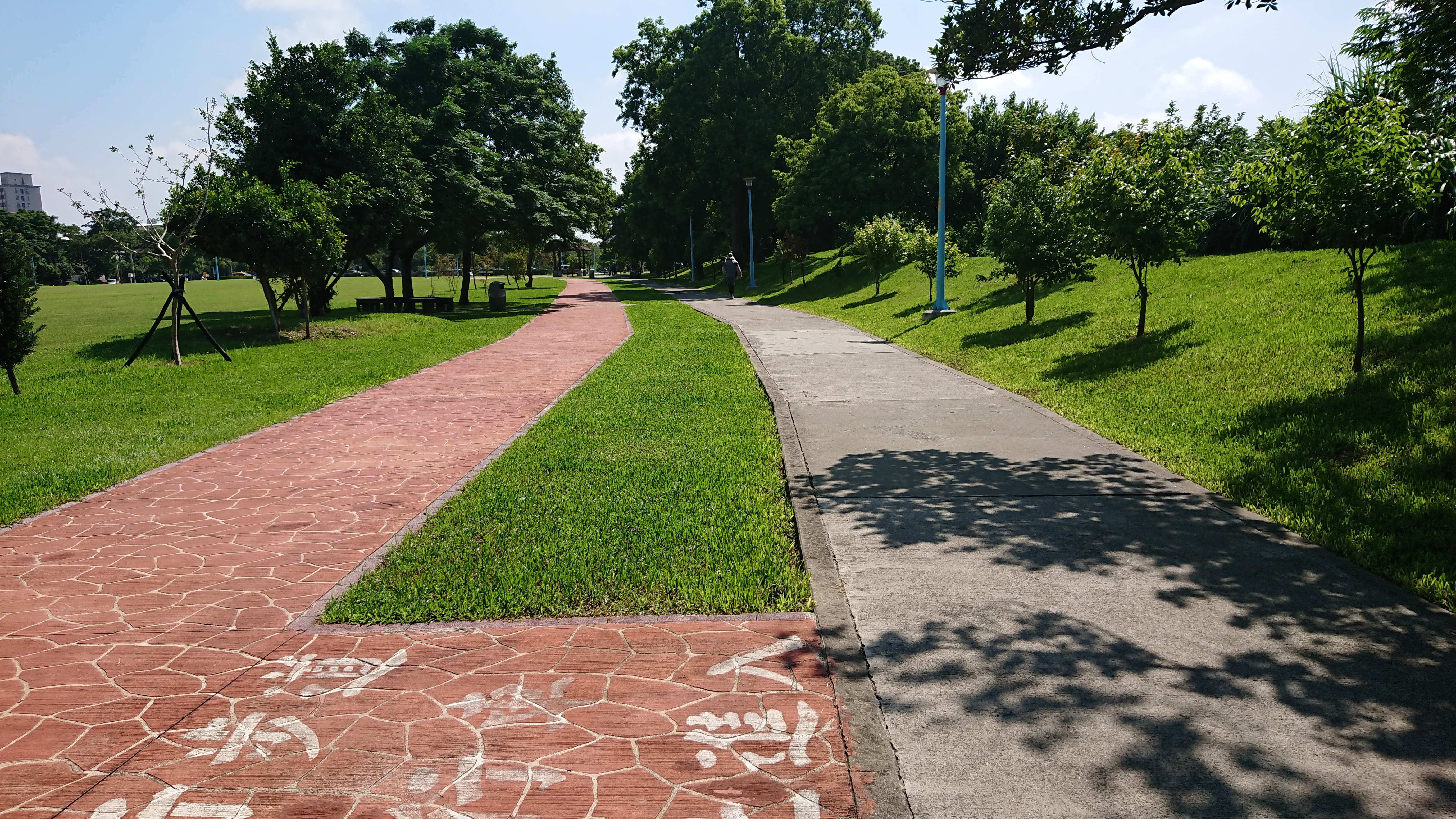
人行步道
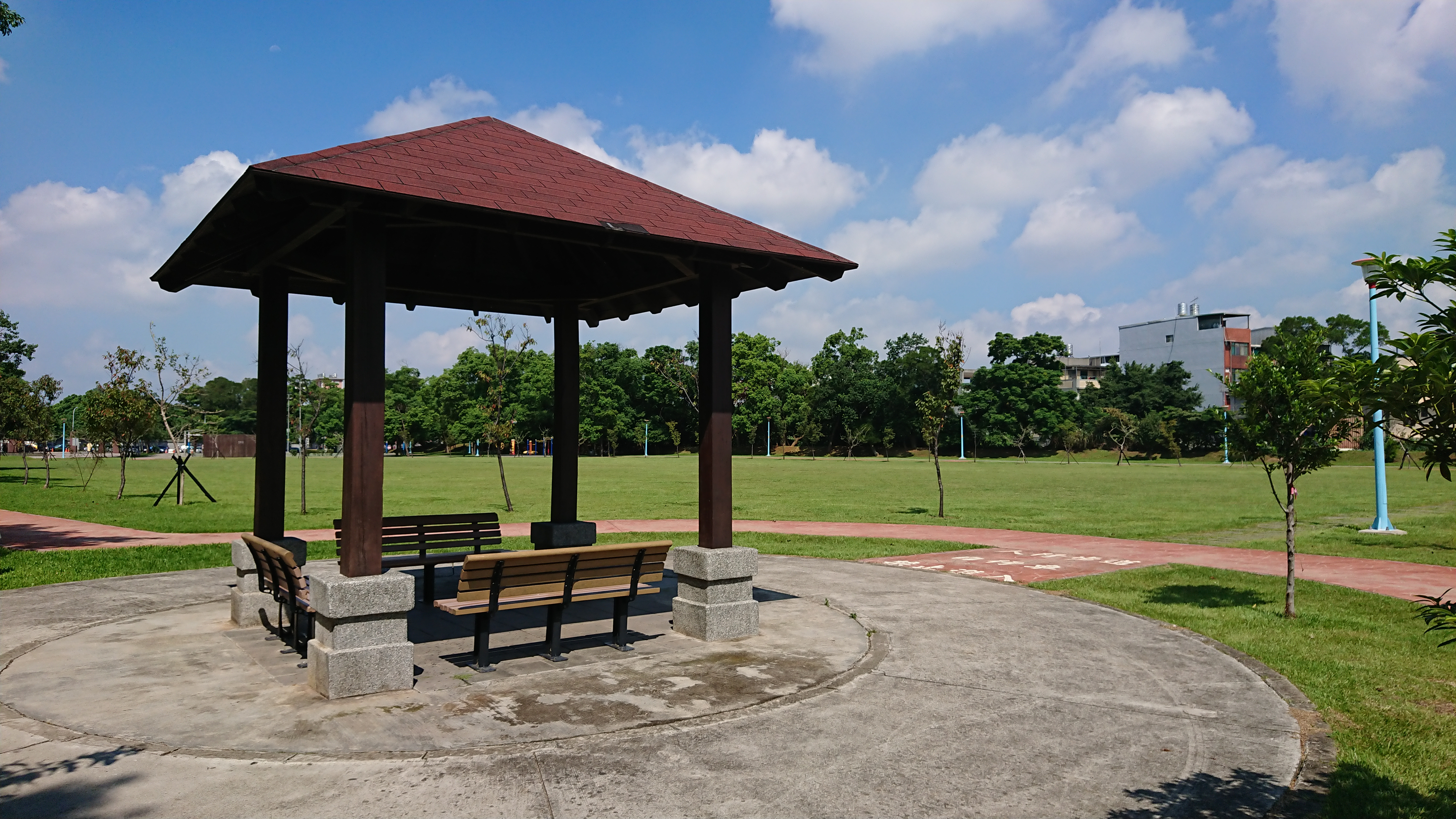
涼亭
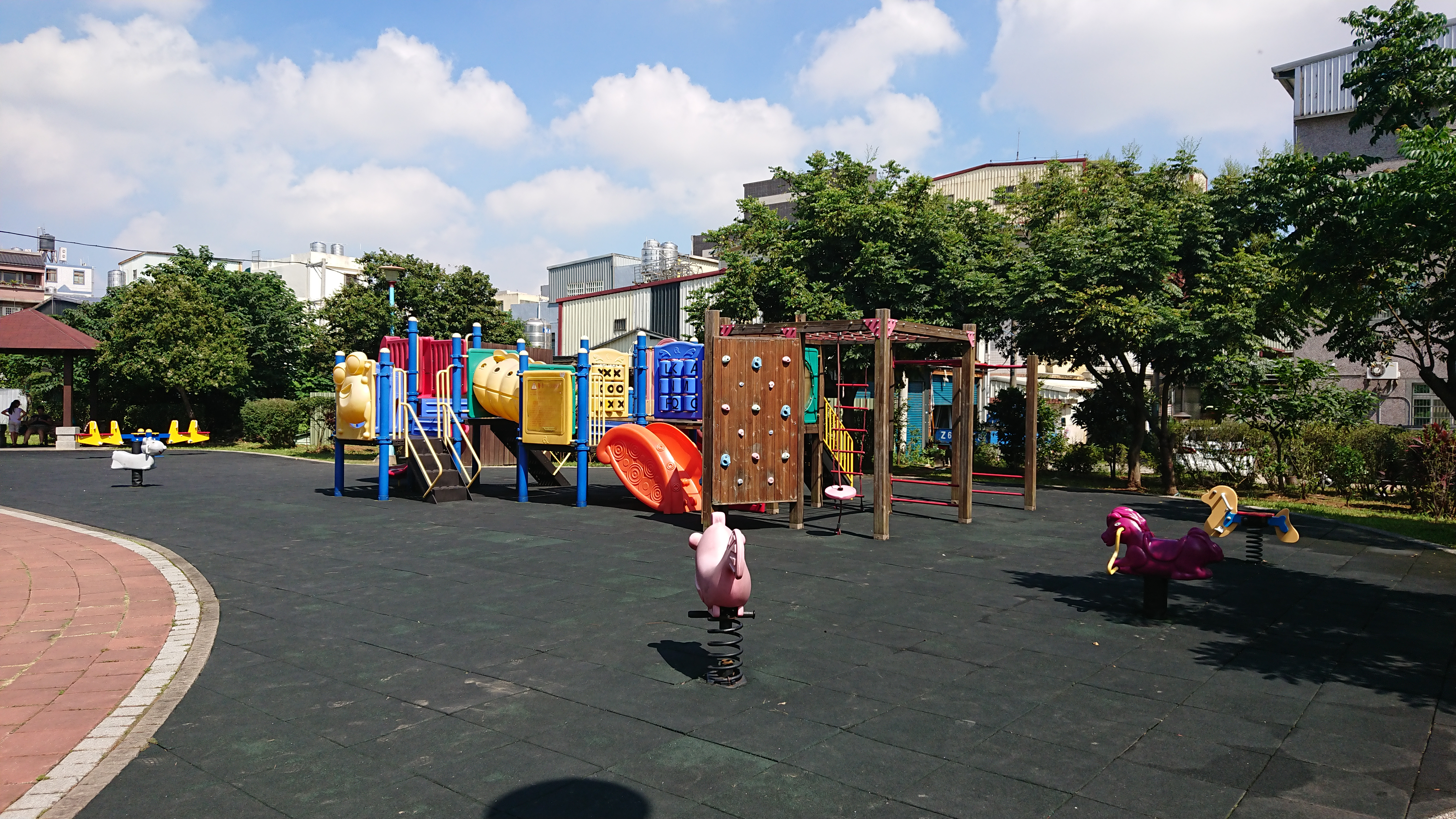
兒童遊戲區
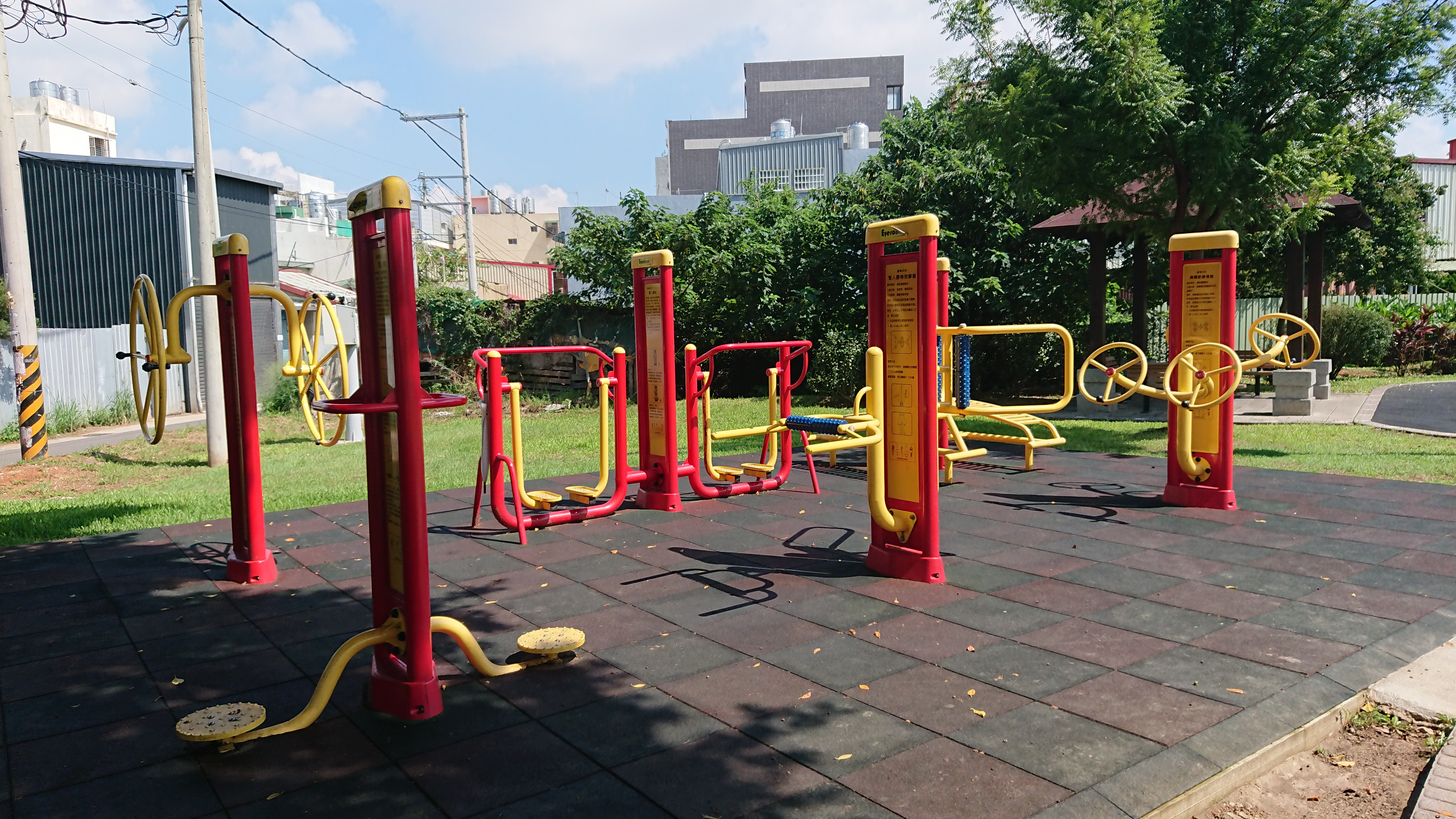
健身器材
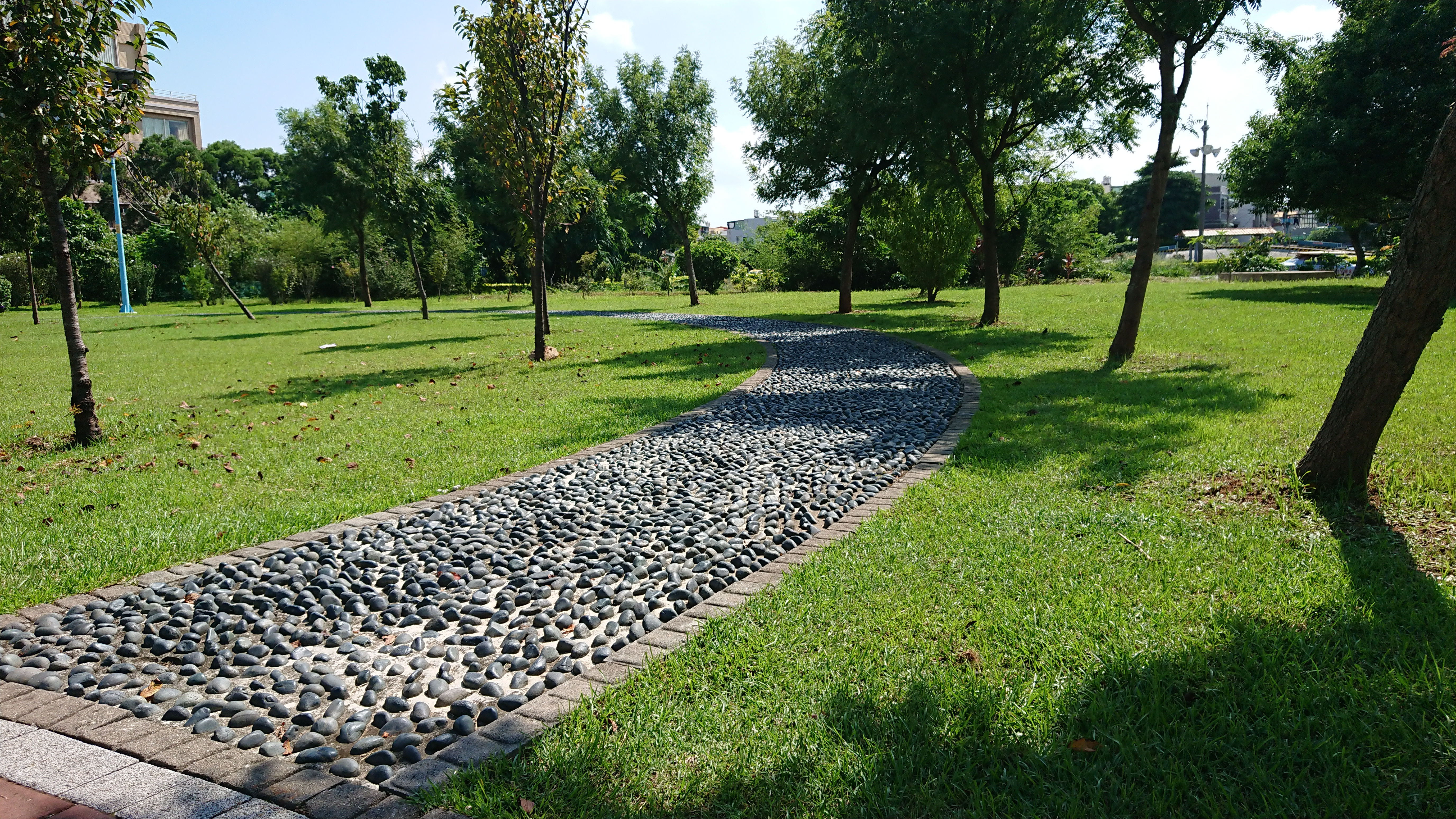
鵝卵石健康步道
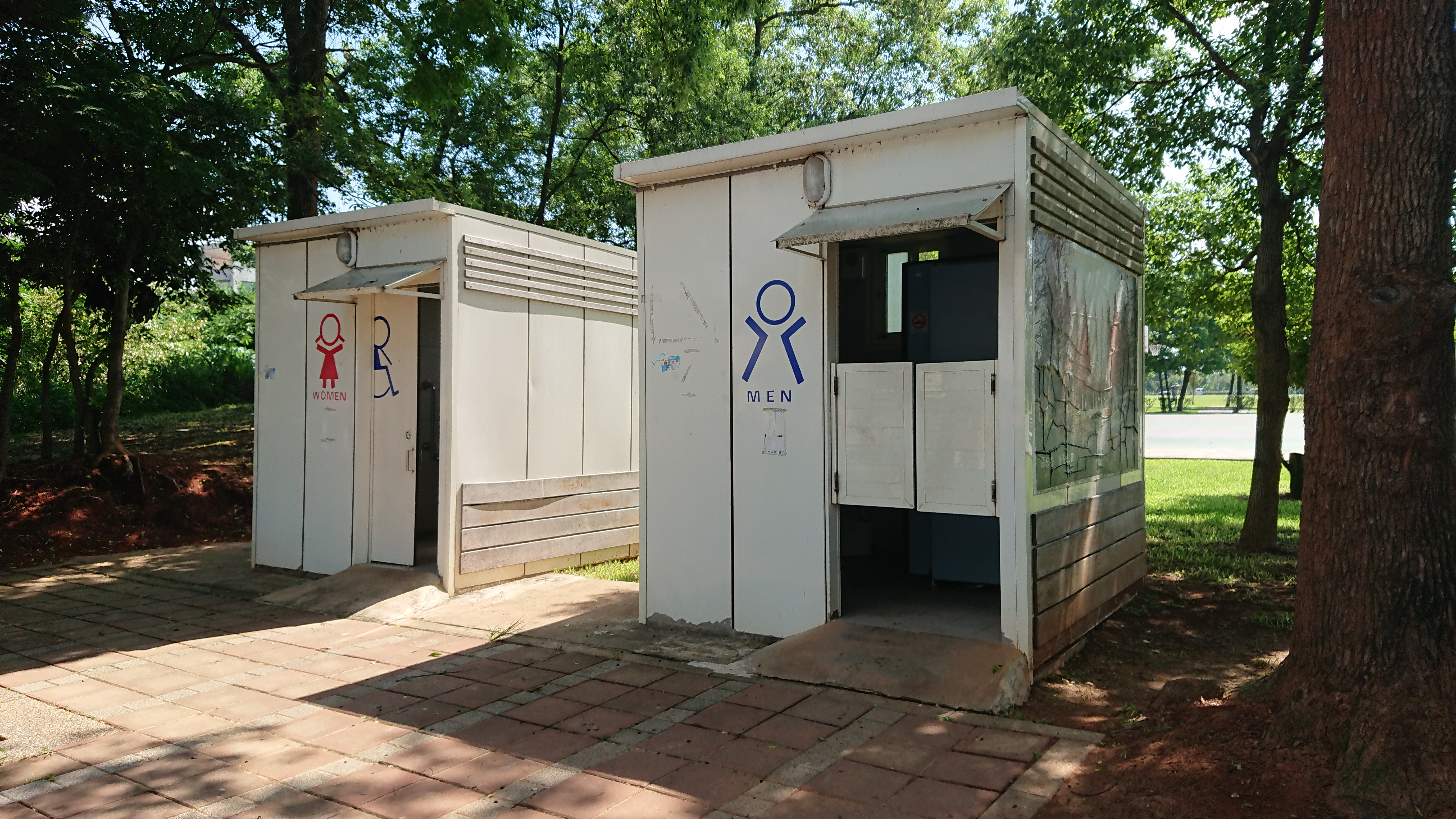
公共廁所

## 外部連結
- 龍岡萬坪公園臉書 （页面存档备份，存于）